# Nematopogon
Nematopogon Zeller, 1839 è un genere di lepidotteri appartenente alla famiglia Adelidae, diffuso in Europa ed Asia.

## Descrizione

### Adulto
Si tratta di falene di piccola taglia, piuttosto primitive, con nervatura alare eteroneura e apparato riproduttore femminile provvisto di un'unica apertura, destinata sia all'accoppiamento, sia all'ovodeposizione.
È presente una connessione tergosternale, subito posteriore rispetto al primo spiracolo addominale, formata da un processo ventrocaudale del primo tergite, che va a collegarsi all'estensione anterolaterale del secondo sternite.
Le ali rivelano anche la presenza di aculei, e hanno forma ovoidale-allungata con apice arrotondato; appaiono spesso bruno-grigiastre (nelle specie con abitudini notturne) ma possono anche avere riflessi metallici ed iridescenze molto vivaci. I microtrichi sono presenti ed uniformemente distribuiti. Come in tutte le Adelidae, si nota una riduzione del sistema legato al settore radiale (Rs) nell'ala posteriore, con anastomosi di Sc ed R dal quarto basale fino al termen, ed Rs non ramificata; l'accoppiamento alare è di tipo frenato, con frenulum a singola setola composita nei maschi, e da tre a cinque setole nelle femmine; queste setae dipartono da cavità distinte, ed in prossimità di esse possono riscontrarsi, in ambo i sessi, altre setae pseudofrenulari. È presente l'apparato di connessione tra ala anteriore e metatorace; si possono inoltre osservare un ponte precoxale e la perdita del primo sternite addominale, mentre il secondo può suddividersi (completamente o parzialmente) in uno sclerite anteriore più piccolo (S2a) ed uno posteriore più sviluppato (S2b).
Le antenne sono filiformi e nei maschi superano di parecchio la lunghezza del corpo. Si può osservare la presenza di uno sclerite intercalare, oltre a spinule laterali (probabilmente derivate dai sensilla) in alcuni segmenti prossimali del flagello dei maschi.
Gli ocelli sono assenti, come pure i chaetosemata. Gli occhi dei maschi sono alquanto sviluppati. La spirotromba è perfettamente funzionante e risulta ricoperta di scaglie (a differenza degli altri Adeloidea) e più lunga della capsula cefalica, estendendosi fin oltre i palpi mascellari; questi ultimi possono essere allungati. I palpi labiali hanno tre segmenti, corti e con setole laterali sul secondo; il segmento apicale rivela la presenza di un organo di vom Rath.
Nelle zampe, l'epifisi è spesso presente, mentre gli speroni tibiali hanno formula 0-2-4.
L'apparato genitale maschile rivela, su ogni valva, una struttura a pettine detta pectinifer, che in alcune specie può essere retta da un peduncolo. L'uncus è assente, mentre il vinculum presenta un saccus allungato. La juxta è a forma di freccia, l'edeago è assottigliato.
Nel genitale femminile, l'ovopositore è ben sviluppato e perforante, con gli apici appiattiti lateralmente, al fine di permettere l'inserimento delle uova all'interno dei tessuti fogliari della pianta ospite; tale caratteristica viene considerata una specializzazione secondaria della famiglia. La cloaca è stretta e tubuliforme. Le apofisi sono fortemente sclerotizzate; il corpus bursae è sviluppato e membranaceo, senza signa. Gli ovarioli sono in numero elevato (10-12), a differenza dei quattro riscontrabili di norma negli altri lepidotteri.
L'apertura alare può variare da 13 a 21 mm.

### Uovo
Le uova sono lisce o lievemente punteggiate; vengono inserite singolarmente nei tessuti della pianta ospite, pertanto assumono la forma della "tasca" in cui le inserisce la femmina.

### Larva
Il bruco, quasi cilindrico, possiede un capo arrotondato, non appiattito e solitamente prognato, con solco epicraniale marcato e sei stemmata per lato.
Sono presenti due setole genuali, G1 e G2, mentre l'assenza della setola AF2 è considerata un'evoluzione secondaria.
Sul protorace è visibile uno scudo ben sclerotizzato, e possono comparire anche dei dischi sclerotizzati sul meso- e metatorace.
Le zampe toraciche sono ben sviluppate, mentre le pseudozampe, poste sui segmenti addominali III-VI e X, sono fortemente ridotte o assenti; gli uncini pseudopodiali, assenti sul segmento X, sono disposti su file multiple.

### Pupa
La pupa è dectica, con cuticola lievemente sclerotizzata e appendici solo debolmente aderenti al corpo. I palpi mascellari appaiono prominenti, mentre quelli labiali risultano esposti come le coxe del primo paio di zampe. All'interno del bozzolo, le antenne sono accomodate attorno all'addome. I segmenti addominali da III a VII sono mobili, e si notano una o due file di spinule sulla superficie della maggior parte dei segmenti.

## Biologia

### Comportamento
In molte delle specie che presentano riflessi metallici, il volo può avvenire alla luce diretta del sole, e si può assistere alla formazione di sciami, soprattutto attorno a gruppi di infiorescenze, alberi o cespugli.
Le larve sono di regola minatrici delle foglie, o dei meristemi o ancora della corteccia durante il primo stadio, o talvolta perforano l'ovario della pianta nutrice; in seguito, dal secondo stadio in poi o in ogni caso entro lo stadio pre-pupale, il bruco vive all'interno di un astuccio lenticolare portatile, che costruisce a partire da frammenti di foglie e detriti del sottobosco, ed allarga via via che si accresce; in questa fase si alimenta prevalentemente di foglie cadute nella lettiera, o comunque di vegetali a basso fusto.
L'impupamento avviene pertanto all'interno di quest'involucro, spesso ai piedi della pianta ospite.

### Periodo di volo
La maggior parte delle specie vola tra aprile e giugno, al massimo fino ad agosto.

### Alimentazione
Le larve di questo taxon attaccano generi appartenenti a svariate famiglie, tra cui:
- Abies Mill. (Pinaceae)
- Ajuga L. (Lamiaceae)
- Alliaria Heister ex Fabr. (Brassicaceae)
- Fagus L. (Fagaceae)
- Glechoma L. (Lamiaceae)
- Prunus L. (Rosaceae)
- Quercus L. (Fagaceae)
- Rhododendron L. (Ericaceae)
- Tsuga Carrière (Pinaceae)
- Urtica L. (Urticaceae)
- Vaccinium L. (Ericaceae)

## Distribuzione e habitat

L'ecozona paleartica

Nel complesso, il genere ha distribuzione esclusivamente paleartica, con specie diffuse dall'intera Europa fino all'Asia centrale ed orientale.
L'habitat è rappresentato da foreste a latifoglie, macchie e zone boschive.

## Tassonomia

### Specie
Il genere comprende 17 specie, di cui 12 in Europa e 9 in Italia, con 3 endemismi italiani.
- Nematopogon adansoniella (Villers, 1789) - Car. Linn. entom. 2: 527[28] - Locus typicus: Europa (diffusa in Europa centrale e settentrionale, Italia compresa)
- Nematopogon argentellus G. Leraut & P. Leraut, 2015 - Alexanor 26(6): 323[29] - Locus typicus: Francia, Alpi Marittime, Isola 2000
- Nematopogon caliginella Varenne & Nel, 2018 - Rev. Assoc. Rouss. Ent. 27(1): 3-14[30] - Locus typicus: Francia, Alte Alpi, Champcella, 920 m
- Nematopogon chalcophyllis (Meyrick, 1935) - in Caradja & Meyrick. Mater. Microlepid. Fauna chin. Provinzen Kiangsu, Chekiang, Hunan: 96[31] - Locus typicus: Cina, Zhejiang
- Nematopogon distinctus Yasuda, 1957 - Trans. Lepid. Soc. Jap. 8(4): 38[32] - Locus typicus: Giappone, Honshū, (Kinki)-Nose
- Nematopogon dorsigutellus (Erschoff, 1877) - Hor. Soc. Ent. Ross. 12: 343[33] - Locus typicus: Russia, Siberia, Irkutsk, Kachtak
- Nematopogon garganellus Bryner & Huemer, 2019 - Alp. Ent. 3, 93[34] - Locus typicus: Italia, Puglia, Gargano, San Giovanni Rotondo, 600-650 m (endemismo italiano, presente solo in Puglia e Basilicata)
- Nematopogon magna (Zeller, 1878) - Stett. Ent. Zeit. 39: 120[35] - Locus typicus: non indicato (diffusa in Europa settentrionale e centrale, assente in Italia)
- Nematopogon metaxella (Hübner, 1813) - Samml. eur. Schmett. 8, pl. 61, f. 413[36] - Locus typicus: non indicato (diffusa in quasi tutta l'Europa, Italia compresa)
- Nematopogon pilella (Denis & Schiffermüller, 1775) - Ankündung syst. Werkes Schmett. Wienergegend: 142[37] - Locus typicus: regione di Vienna (diffusa in quasi tutta l'Europa, Italia compresa)
- Nematopogon prolai (Hartig, 1941) - Mitt. münchn. ent. Ges. 31(1): 162[38] - Locus typicus: Lazio, Marano Equo (RM) (endemismo italiano, presente in Italia meridionale, assente in Sicilia)
- Nematopogon robertella (Clerck, 1759) - Icon. Insect. rariorum 1, tav. 11, fig. 10[39] - Locus typicus: non indicato (diffusa in quasi tutta l'Europa, Italia compresa)
- Nematopogon schwarziellus Zeller, 1839 - Isis, Leipzig 32: 185[1] (Specie tipo) - Locus typicus: Boemia (diffusa in quasi tutta l'Europa, Italia compresa)
- Nematopogon sericinellus Zeller, 1847 - Isis, Leipzig 1847: 816[40] - Locus typicus: Messina (endemismo italiano, presente al Sud e in Sicilia)
- Nematopogon stenochlora Meyrick, 1912 - Gen. Ins. 133: 3 - Locus typicus: Algeria (diffusa anche in Spagna[41])
- Nematopogon swammerdamella (Linnaeus, 1758) - Syst. Nat. 1: 540[42] - Locus typicus: Europa (diffusa in quasi tutta l'Europa, Italia compresa)
- Nematopogon taiwanella Kozlov, 2001 - Tijdschrift voor Entomologie 144: 41[43] - Locus typicus: Taiwan, contea di Nantou, 5 km a sudovest di Tayuling, 24°09' N, 121°17' E, 2.900 m s.l.m.

### Sinonimi
Non sono stati riportati sinonimi.

### Alcune specie

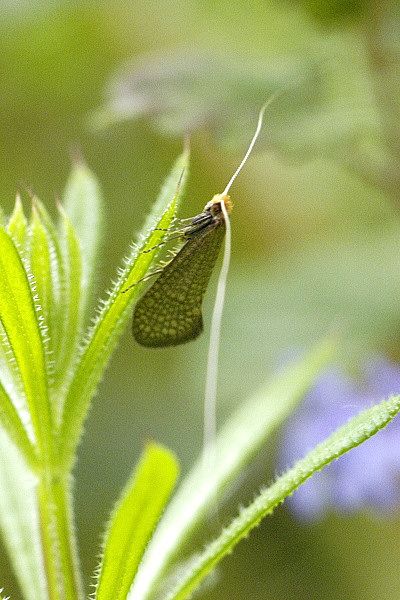
Nematopogon adansoniella
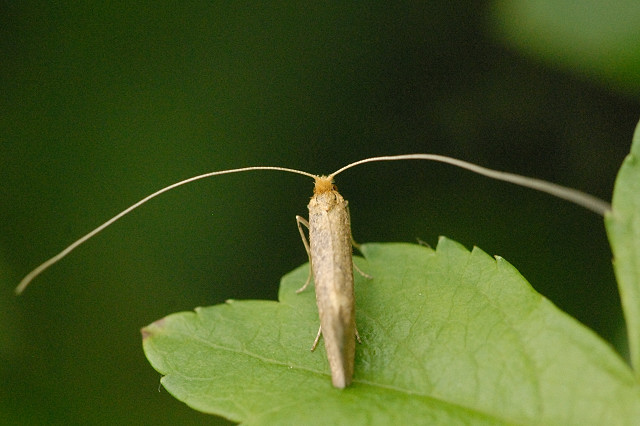
Nematopogon metaxella
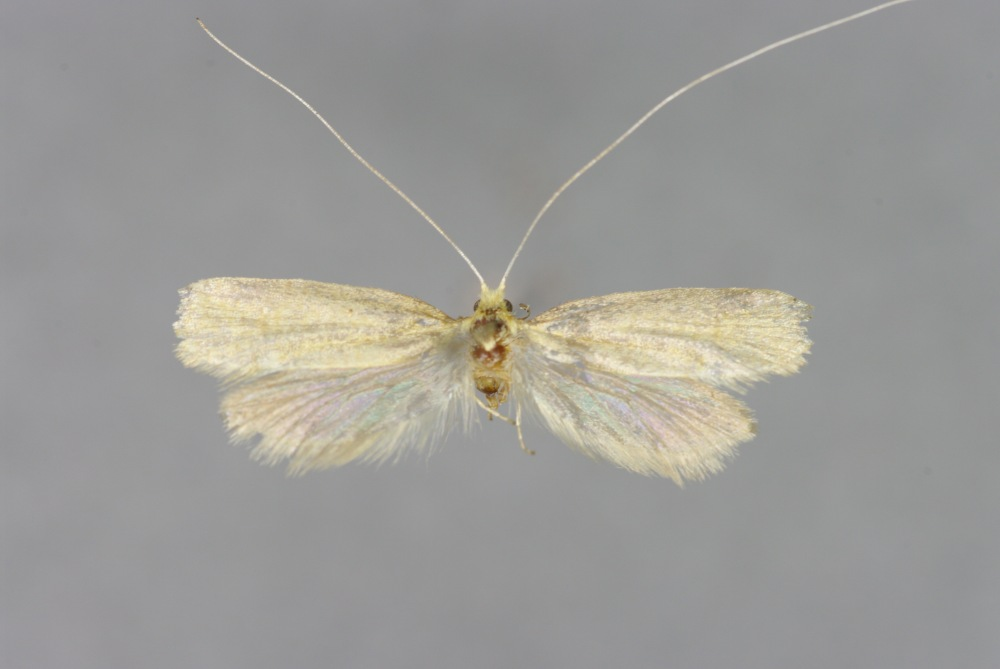
Nematopogon pilella
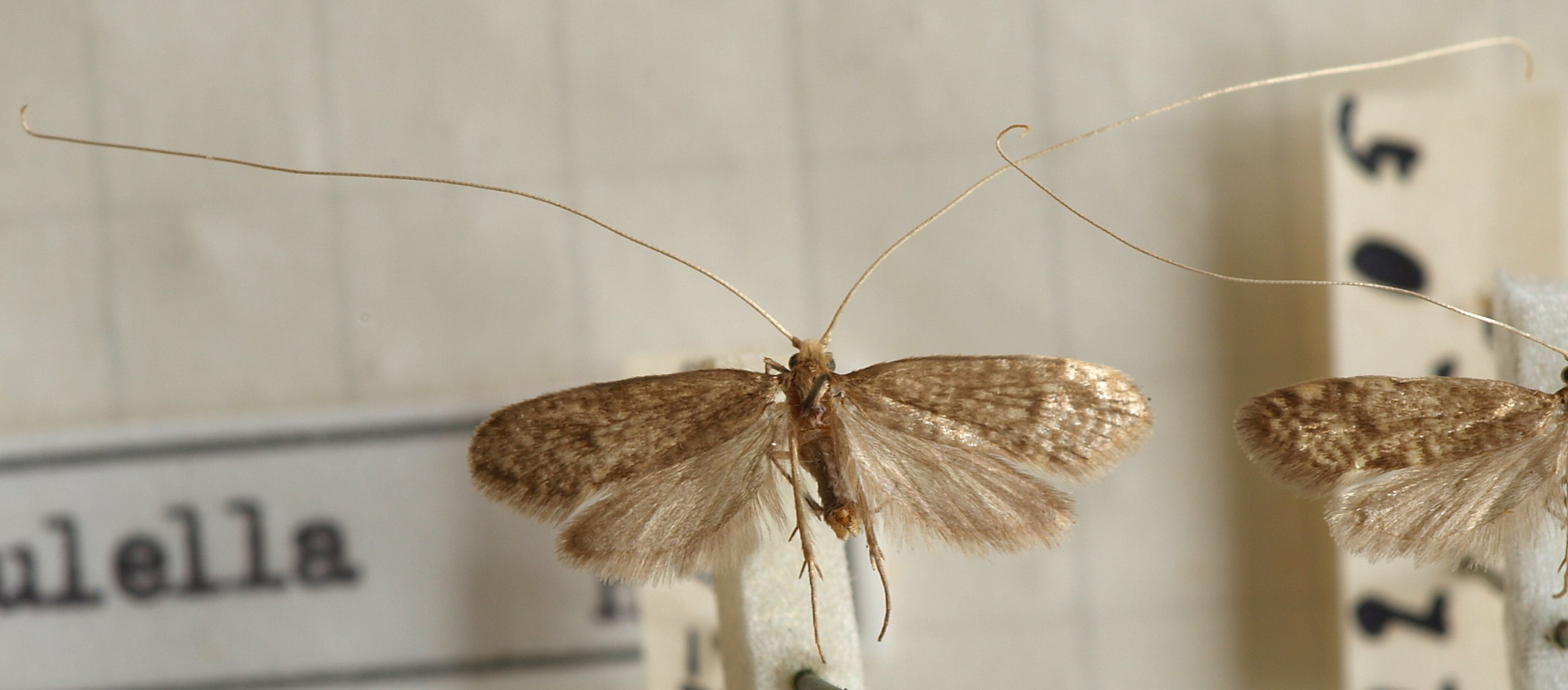
Nematopogon robertella
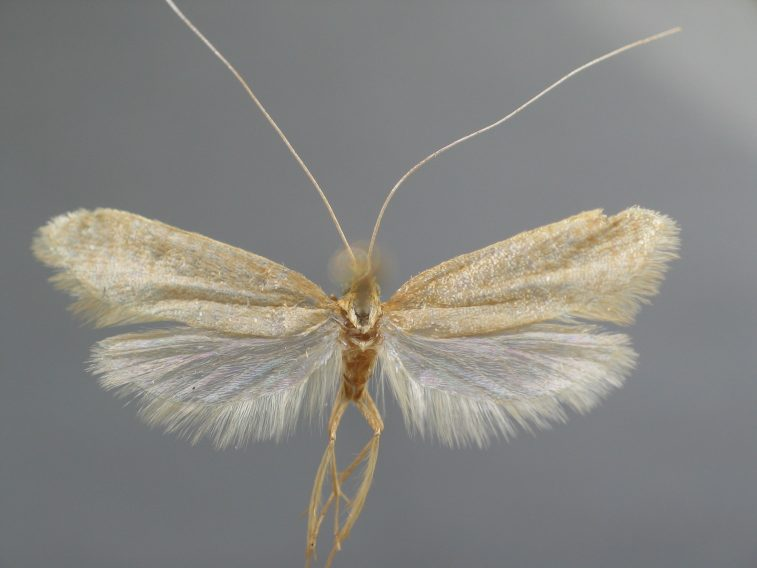
Nematopogon schwarziellus
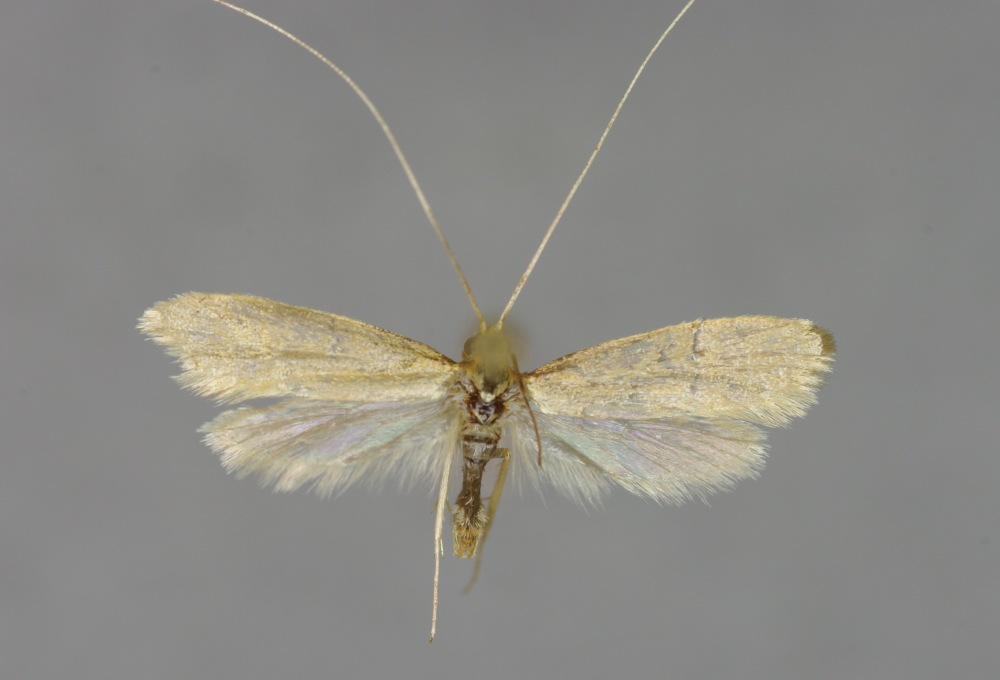
Nematopogon sericinellus
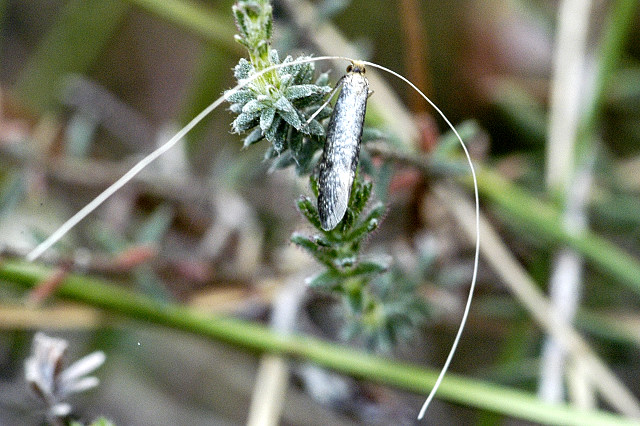
Nematopogon swammerdamella

## Conservazione
Nessuna specie appartenente a questo genere è stata inserita nella Lista rossa IUCN